# Peribatodes umbraria
Peribatodes umbraria
Espèce
Peribatodes umbraria, la Boarmie ombrée, est une espèce de Lépidoptères de la famille des Geometridae et du genre Peribatodes.

## Distribution
Cette espèce se retrouve dans le pourtour méditerranéen, de la péninsule Ibérique jusqu'en Turquie en passant par le nord de l'Afrique. Des observations ont été faites en Slovaquie et en Ukraine.
En France, cette espèce est présente dans le sud du pays ainsi qu'en Corse.

## Description
La Boarmie ombrée se caractérise par ses motifs noirs bien marqués et contrastés, bien que ceux-ci peuvent être variables selon les individus,. 

## Biologie
C'est une espèce bivoltine, la première génération d'imagos vole de mai jusqu'en juin, la seconde est présente de septembre à octobre. Cette espèce hiverne au stade de chenille.
La chenille se nourrit de feuilles de Quercus ilex et d’Olea europaea.

## Liste des sous-espèces
Selon GBIF (24 juin 2023) :
- Peribatodes umbraria decosteraria (Oberthür, 1913)
- Peribatodes umbraria khenchelae (Wehrli, 1943)
- Peribatodes umbraria matrensis (Vojnits, 1970)
- Peribatodes umbraria mimeuri (Rungs, 1950)
- Peribatodes umbraria panorma (Wehrli, 1943)
- Peribatodes umbraria perumbraria Leraut, 2009
- Peribatodes umbraria syrirana (Wehrli, 1943)
- Peribatodes umbraria umbraria (Hübner, 1809)

## Systématique
Le nom valide complet (avec auteur) de ce taxon est Peribatodes umbraria (Hübner, 1809).
L'espèce a été initialement décrite en 1809 par l'entomologiste allemand Jakob Hübner (1771-1826) sous le protonyme Geometra umbraria,.
Peribatodes umbraria a pour synonymes :
- Boarmia umbraria (Hübner, 1809)
- Boarmia vaucheri Thierry-Mieg, 1916
- Geometra umbraria Hübner, 1809
- Peribatodes powelli Oberthür, 1913